# Forme musicale
Pour les articles homonymes, voir Forme.

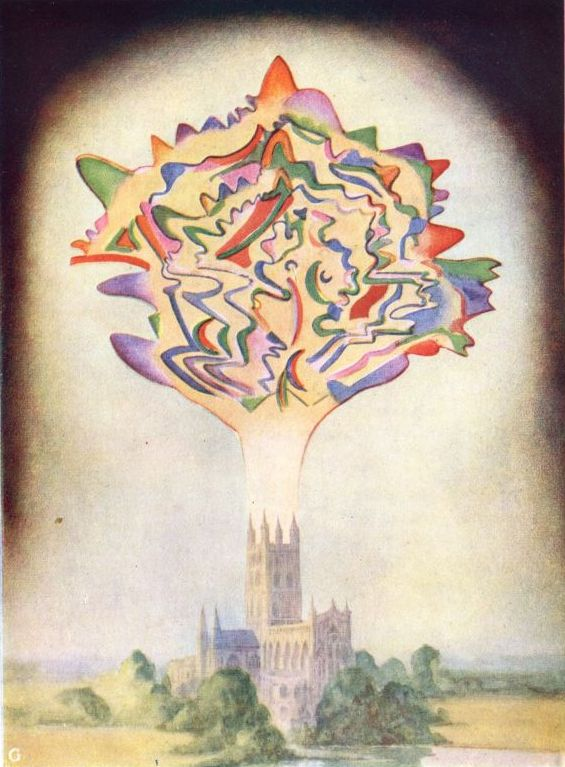
Représentation imagée d'une œuvre musicale

Le terme forme désigne, dans le domaine musical, la structure d'une œuvre musicale. Le travail d'analyse des œuvres musicales a notamment pour tâche de comprendre la forme des œuvres, qui peut être très simple (forme strophique, forme couplet-refrain) ou très complexe.
Évidemment, le terme structure doit se comprendre à plusieurs niveaux, c'est-à-dire qu'une œuvre musicale pourra avoir une forme générale en un ou plusieurs mouvements, dans l'un des mouvements il y aura une forme en plusieurs sections, et dans chaque section il y aura des phrases distinctes.
Il ne faut absolument pas confondre la forme avec le genre, même s'il peut y avoir des genres employant des formes obligées. Mettons également en avant le terme sonate, qui désigne à la fois un genre (voire plusieurs genres) et une forme spécifique utilisée dans de nombreux genres distincts.

## Principales formes
- Forme binaire
- Forme ternaire
- Forme Sonate
- Forme Rondo
- Forme Rondo - Sonate
- Forme AABA
- Forme en arche